# 劍棘鋸蓋魚
劍棘鋸蓋魚為輻鰭魚綱鱸形目鱸亞目鋸蓋魚科的一種，分布於西大西洋美國佛羅里達、加勒比海至巴西里約熱內盧淡水、半鹹水及海域，本魚土黃色背部, 銀色的側面，側線暗色，胸鰭與腹鰭黃色，背鰭硬棘8-9枚、背鰭軟條10枚、臀鰭硬棘1-3枚、臀鰭軟條6枚，體長可達36.2公分，棲息在沿岸潟湖、河口水域，屬肉食性，以魚類及甲殼類為食，生活習性不明，可做為食用魚。

## 擴展閱讀
維基物種上的相關：劍棘鋸蓋魚